# Illumination (album de Tristania)
Pour les articles homonymes, voir Illumination.
Albums de Tristania
Ashes
(2005) Rubicon
(2010)
Illumination est le cinquième album studio du groupe de metal gothique norvégien Tristania. L'album est sorti le 22 janvier 2007 sous le label Steamhammer Records.
Il s'agit du dernier album de Tristania enregistré avec Vibeke Stene au chant féminin. C'est également le dernier album du groupe enregistré avec le guitariste Svein Terje Solvang et le bassiste Rune Østerhus au sein de la formation.

## Liste des morceaux
1. Mercyside – 4:39
2. Sanguine Sky – 3:50
3. Open Ground – 4:40
4. The Ravens – 5:06
5. Destination Departure – 4:34
6. Down – 4:32
7. Fate – 4:59
8. Lotus – 5:08
9. Sacrilege – 4:15
10. Deadlands – 6:39

Chansons bonus :
- In The Wake - 4:08 (en Europe)
- Ab Initio - 5:43 (en Amérique du Nord)

## Musiciens

### Tristania
- Vibeke Stene - Chant féminin
- Østen Bergøy - Clean Vocals
- Anders H. Hidle - Guitare, Chant clair
- Svein Terje Solvang - Guitare
- Rune Østerhus - Basse
- Einar Moen - Claviers
- Kenneth Olsson - Batterie

### Musiciens de session
- Vorph - Chant harsh
- Petra Stalz - Violon
- Heike Haushalter - Violon
- Monika Malek - Alto
- Gesa Hangen - Violoncelle